# Kemira Kemi
Kemira Kemi AB är ett företag baserat i Helsingborg, tillhörande den finländska kemikoncernen Kemira. Företaget producerar kemikalier som används bland annat inom massa- och papperstillverkning, vattenrening och tvätt- och diskmedelstillverkning. Företaget har ca 300 anställda (år 2015) och har en årsomsättning kring SEK 1,8 miljarder (2006). Företaget tillhörde tidigare koncernen Boliden innan den köptes av Kemira 1989.

## Historik
Finländska Kemira köpte Boliden Kemi AB 1984.
Kemira Kemis industripark heter Industry Park of Sweden (IPOS), ligger i sydvästra delen av Helsingborg och upptar ca 1 km². Den har legat på samma plats på Kopparverksområdet sedan 1901, då under namnet Skånska Superfosfat- och Svafvelsyrefabriks AB. Dess främsta produkter var svavelsyra, gödselmedel, fosforsyra, aluminiumsulfat, glaubersalt, gips, zinkvitt, koppar och silver. 
Företaget köptes upp av Boliden AB 1963 och tre nya svavelsyrafabriker, en aluminiumfosfatfabrik och en anläggning för fosforsyra byggdes. 
År  1989 köptes Boliden Kemi AB upp av finländska Kemira. 1991 avslutas fosforsyratillverkningen. 
Svavelsyrafabriken hade stora utsläpp av svaveldioxid som förorenade luften kraftigt, och gav stora mängder arsenik som restprodukt, så 1992 byggs en ny anläggning och de tre gamla stängdes. Dessutom uppfördes 1994 en anläggning för oleum, rykande svavelsyra. 1997 byggdes en fabrik för väteperoxid. Den använder naturgas som råvara. Året efter blev ombyggnaden av fosforsyrafabriken klar. Den hyser numera tillverkning av natriumperkarbonat, ett miljövänligt blekmedel till bland annat disk- och tvättmedel. Samma år startade den nya zeolitfabriken.

## Andra verksamheter
Kemira äger och driver genom biföretaget Ipos den 1919 invigda Kopparverkshamnen vid fabriksområdet.
På området finns förutom Kemiras egna fabriker bland annat även en ålodling, Yara International ASA, som tillverkar foderfostfater och fodersyror till djur, Alufluor AB, som tillverkar aluminiumfluorid och tidigare Air Liquide, som framställde flytande kvävgas från luft.

## Miljöproblem
Fabrikens verksamhet ansågs tidigare vara ett miljöproblem. Svavelsyrafabrikerna släppte ut stora mängder svaveldioxid och arsenik fälldes ut från den svavelkis man använde i tillverkningen. Fosforsyrafabriken producerade mängder med förorenad gips som till en början pumpades rakt ut i Öresund. Senare kördes den med lastbil till Rökille för deponi. Kopparverkshamnen är fylld med olika gifter, bland annat upptäckte man dioxin i ålar fångade 2006.
Den 4 februari 2005 sprack en tank med svavelsyra och 11.000 ton rann rakt ut i hamnbassängen. Stora områden av Helsingborg spärrades av i flera dagar efter olyckan. Olyckan berodde på en kylvattenledning som gick under tanken spruckit.
Hela området bedöms vara förorenat av olika kemikalier, men företaget satsar stora resurser på sanering och åtgärder.
De nya fabriker som byggts använder helt andra produktionstekniker och reningsanläggningarna har förbättrats mycket. Idag släpper företaget i stort sett inte ut någon svaveldioxid alls.

## Produkter
- Svavelsyra
- Saltsyra
- Svaveldioxid
- Väteperoxid
- Natriumperkarbonat
- Aluminiumbaserade vattenreningskemikalier